# Postgeschichte und Briefmarken Madagaskars
Die Postgeschichte Madagaskars lässt sich grob in drei Abschnitte unterteilen: die Post im unabhängigen Merina-Königreich, die bis ins Jahr 1810 zurückgeht, als die ersten Läuferstafetten zwischen den wichtigsten Städten des Königreichs eingerichtet wurden, der Postdienst während der französischen Kolonialherrschaft und die Post seit der Unabhängigkeit 1960. Dabei war das Postgebiet Madagaskar zur Zeit der französischen Kolonialherrschaft nicht deckungsgleich mit dem heutigen Staat Madagaskar. Zeitweilig gehörten der Archipel der Komoren und das Territorium der heutigen französischen Süd- und Antarktisgebiete zum Postgebiet Madagaskar.
Die ersten Briefmarken kamen 1859 auf Nossi-Be beim französischen Postamt in Hell-Ville zum Einsatz. Wie ein roter Faden zieht sich die Verwendung von Aufdruckprovisorien durch die madagassische Postgeschichte bis in die heutige Zeit. Dies war und ist einerseits eine Folge von Markenmangel, vor allem der gängigen Portostufen, andererseits bemühten sich die Postbehörden, nicht mehr gültige oder ungebräuchliche Portostufen durch neue Wertaufdrucke wieder nutzbar zu machen und aufzubrauchen.

## Die Post im Merina-Königreich
Der erste reguläre Postdienst entstand 1810 unter der Herrschaft von König Radama I. Es handelte sich um Postläufer, die die Verbindung zwischen dem Hof in Tananarive und den Beamten in den großen Städten oder im Felde befindlichen Armeen aufrechterhielten. So bestanden beispielsweise zwischen Tananarive und Fianarantsoa 33 Relaisstationen und Läufer legten die über 400 km lange Strecke in 65 Stunden zurück. Dieses System von Postläufern hatte allerdings schon Vorgänger, besonders in den kleinen Fürstentümern entlang der Ostküste, es war aber der erste Postdienst, der im eingeschränkten Maße auch der Zivilbevölkerung offenstand.
Diese Postläufer wurden im madagassischen Tsimandoa genannt. Unterwegs begleitete sie ein Mirebika genannter Speerträger zum Schutz und als Ehrengarde.

### Die britische Konsulatspost
Das britische Konsulat in Tananarive richtete im März 1884 einen Postdienst ein, für den eigene Briefmarken gedruckt wurden. Die erste Briefmarkenserie bestand aus acht Werten von einem Penny bis zwei Shilling. Die Marken wurden in Viererblock-Anordnung in Tananarive gedruckt und vor dem Verkauf mit einem violetten oder schwarzen Kontrollstempel British Vice Consulate Antananarivo bzw. British Consular Mail versehen. Eine zweite Ausgabe mit geändertem Design erschien 1886. Die Entwertung erfolgte handschriftlich mit Buntstiften oder violetter Tinte. Der Postdienst war ein reiner Inlandspostdienst mit einer Route von der Hauptstadt zum Hafen Tamatave und einer weiteren Route nach Fianarantsoa und von dort zur Ostküste nach Mananjary. Für eine Weiterbeförderung ins Ausland mussten Postsendungen mit Briefmarken von Mauritius, Natal oder Großbritannien freigemacht werden.
Die britische Post kam 1887 zum Erliegen, wurde aber während des zweiten Franco-Hova-Krieges 1894–95 reaktiviert. Hierzu ließen das britische Konsulat und britische Geschäftsleute Anfang Januar 1895 sieben Werte von 1 Penny bis 4 Shilling in Tananarive drucken. Die Briefmarken sind einfache Hochrechtecke mit einer Raute im Zentrum und der Inschrift British Inland Mail. Zusätzlich zu der Wertangabe in britischer Währung zeigt die Inschrift am rechten Rand auch die Wertangabe in lokaler Währung. Spezialisten unterscheiden sechs Typen jedes Wertes. Komplette Druckbogen bestehen aus 24 Briefmarken, wobei die sechs Typen in vier Gruppen auf einem Bogen abgedruckt wurden. Die beiden oberen Sechsergruppen stehen dabei im Verhältnis zu den beiden unteren Gruppen auf dem Kopf. Diese Marken waren bis Anfang März 1895 in Gebrauch, als sie von einer neuen Ausgabe abgelöst wurde, die bei John Haddon & Co. in London gedruckt worden war. Diese neue Ausgabe weist sechs Wertstufen von 2 Penny bis 4 Shilling auf, die alle das gleiche Motiv eines Tsimandoa, begleitet von einem Mirebika, zeigen. Diese Briefmarken wurden infolge der fortschreitenden französischen Besetzung kaum noch gebraucht und kamen Ende September 1895 außer Verkehr.

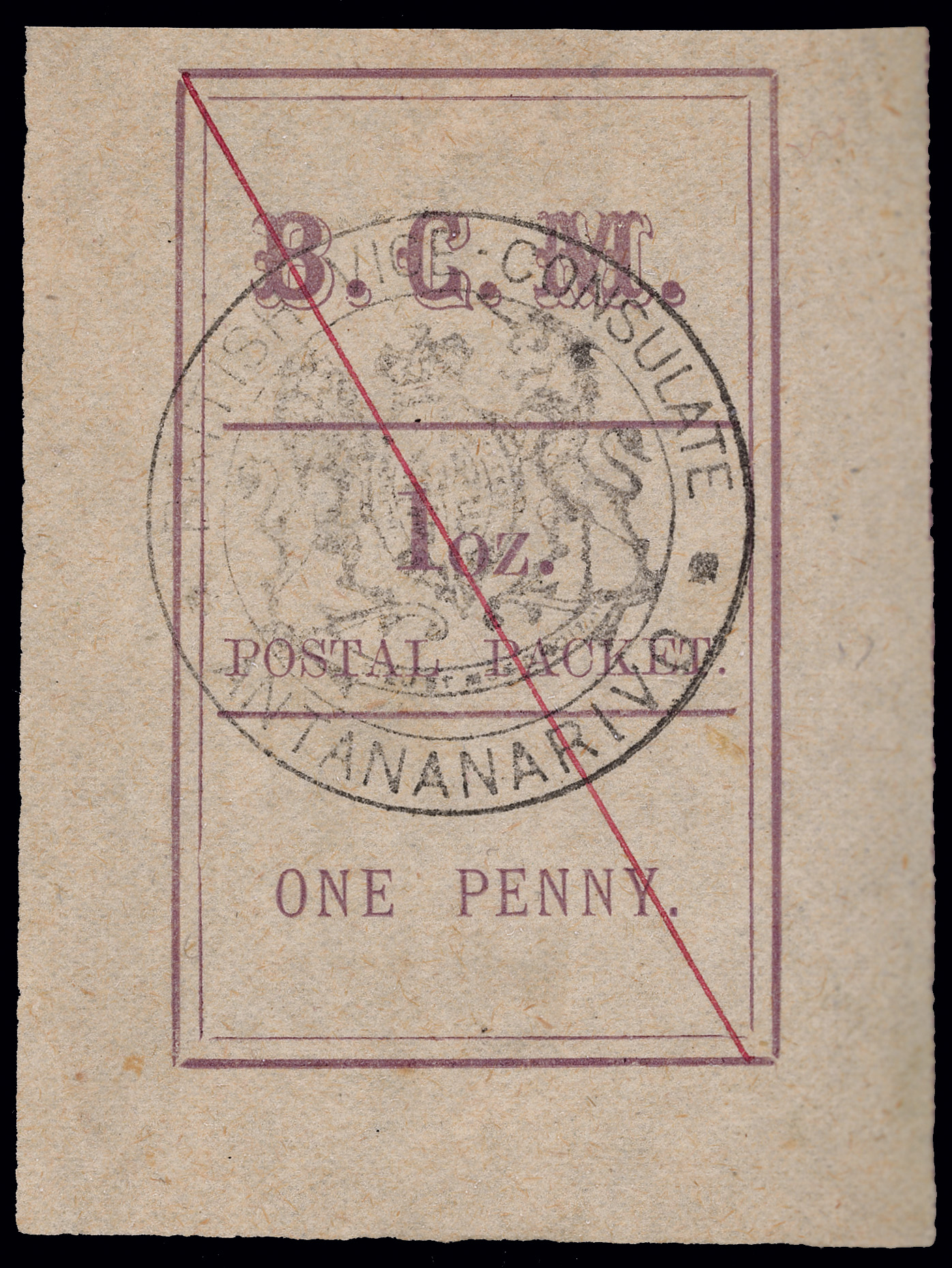
Briefmarke der britischen Konsulatspost, Ausgabe 1884
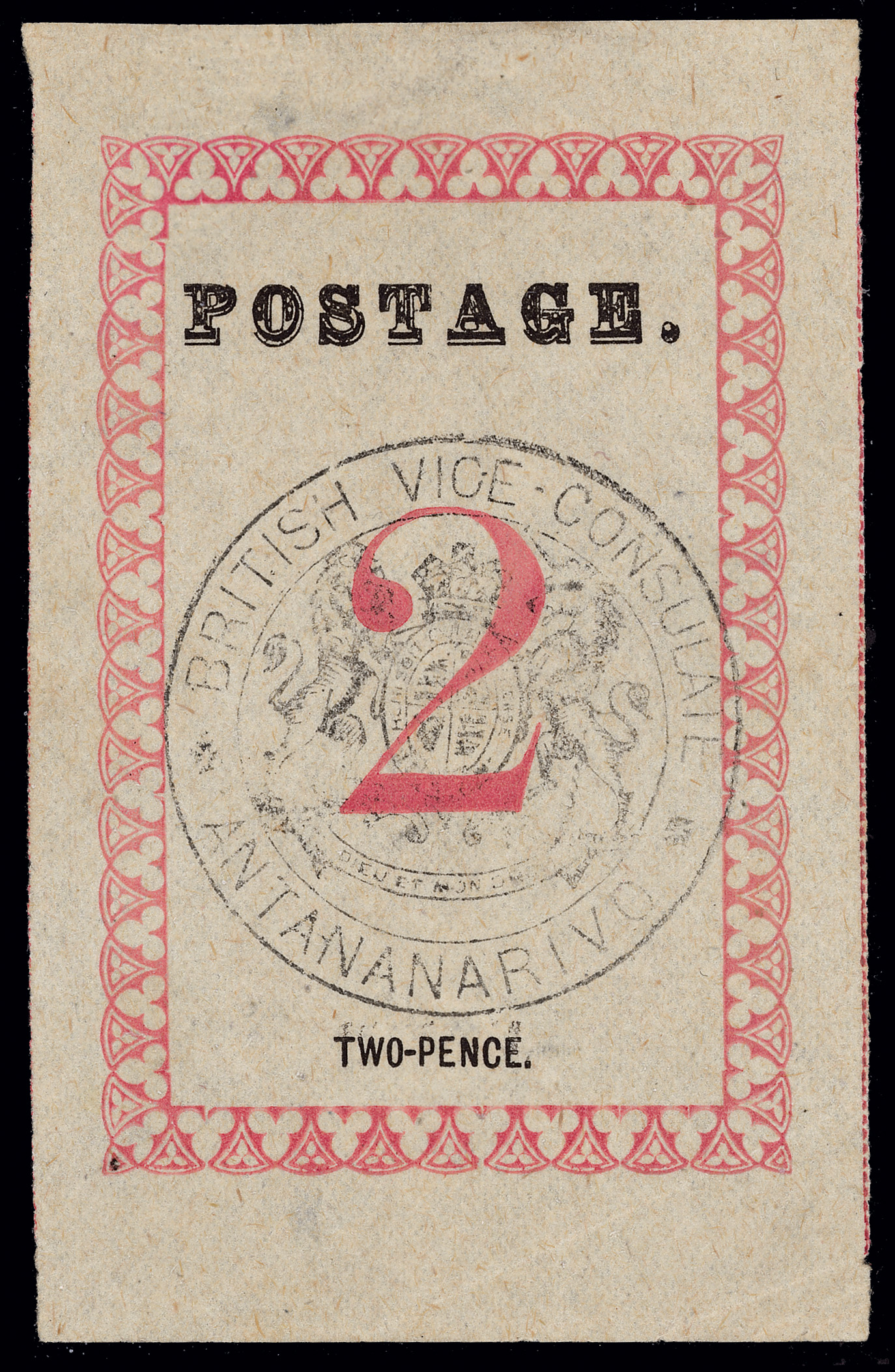
Briefmarke der britischen Konsulatspost, Ausgabe 1886
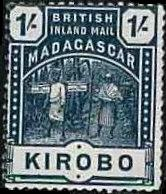
Marke der British Inland Mail von 1895

### Die französische Konsulatspost

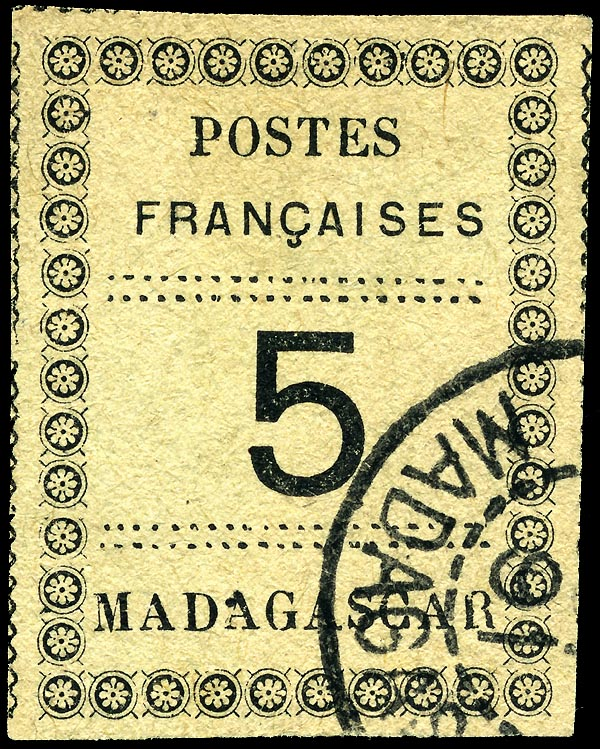
Marke der französischen Konsularpost von 1891

Das erste französische Postamt wurde 1883 im Hafen von Tamatave eröffnet, der regelmäßig von der Postdampferlinie Marseille-Réunion angelaufen wurde. Das Postamt benutzte die Marken der allgemeinen Kolonialausgabe. Nachdem die Post 1886 im ersten Franco-Hova-Krieg geschlossen worden war, wurde sie nach zwei Jahren wieder eröffnet und erneut mit Marken der allgemeinen Kolonialausgabe Frankreichs ausgestattet. Inzwischen war aber die ehemalige Postdampferagentur zu einem Konsulat aufgewertet worden.
Der französische Resident eröffnete 1888 einen Postdienst auf der Insel, vergleichbar dem wenige Jahre zuvor existierenden britischen Postdienst. Der Inlandtarif betrug 5 Centimes, das Porto von Madagaskar nach Frankreich und in das französische Kolonialreich betrug 25 Centimes für die jeweils erste Gewichtsstufe bis 15 g. Da Marken in den genannten Portostufen nicht in ausreichender Menge verfügbar waren, wurden Überdruckprovisorien auf vorhandenen, wenig benötigten Wertstufen der allgemeinen Kolonialbriefmarken Frankreichs geschaffen. Die Überdrucke der Ziffern 05 und 25 erfolgte mit primitiven Holzstempeln, die nur einzelne Ziffern aufwiesen. Der Abstand zwischen den Ziffern ist deshalb variabel. Die Marken wurden in Tamatave, Tananarive und Majunga verwendet und sind in allen Katalogen als die ersten Briefmarken Madagaskars verzeichnet. Neben den genannten Aufdruckprovisorien wurden weiterhin Marken der französischen Kolonialausgabe in Wertstufen bis 1 Franc verwendet. Im Jahr 1889 verkauften die französischen Postämter Briefmarken im Wert von 17.824,25 Francs. Bis April 1891 erschienen insgesamt sieben verschiedene Aufdruckmarken mit Auflagen von 1200 bis 12.500 Exemplaren, von denen nur ein kleiner Teil in Sammlungen erhalten blieb.
Am 29. Juni 1891 kam eine speziell für die französische Konsularpost gedruckte Serie, bestehend aus sechs Werten von 5 Centimes bis 5 Francs an die Postschalter, die in Sammlerkreisen als „Vignetten“ bezeichnet werden. Sie wurden in Tamatave im Buchdruckverfahren hergestellt und zeigen einfache Hochrechtecke mit Zierrahmen und der Inschrift POSTES FRANÇAISES / MADAGASCAR und der jeweiligen Wertangabe. Die Auflagen variieren zwischen 30.000 (25 Centimes) und 1000 (5 Francs) Exemplaren.
Der Konsularpostdienst kam während des zweiten Franco-Hova-Krieges ab Ende 1894 zum Erliegen. Bis zu diesem Zeitpunkt war ein Postnetz zwischen den Orten Tamatave, Tananarive, Majunga, Anivorano, Mahanoro, Nossi-Vey und Vohémar aufgebaut worden.

### Die norwegische Missionarspost

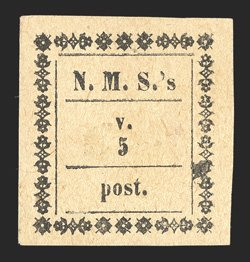
Niedrigste Wertstufe der norwegischen Missionsmarken von 1894

Wenig bekannt, da in den meisten Briefmarkenkatalogen nicht gelistet, sind die Marken der norwegischen Missionare auf Madagaskar. Die Norwegische Mission unterhielt zehn über das Land verstreute Missionsstationen. Im September 1894 druckte die Missionsstation in Tananarive einfache Hochrechtecke mit einem Zierrahmen, der Abkürzung N.M.S.'s (Norske Mission S'selskab), der Wertangabe und dem Wort post am Unterrand. Die Marken wurden in schwarz auf weißem Papier in vier Wertstufen in britischer Währung gedruckt, wobei alle Wertstufen auf einem Bogen vereint sind. Die obere Reihe besteht aus drei Marken zu einem Drittel Penny, die untere Reihe zu drei Marken zu jeweils einem Penny und in der Mitte eine Marke in Naturalwährung, entsprechend einem Fünftel Penny (5 vary dimy venty) und zwei Marken mit Wertangaben in Naturalwährung zu je zwei Fünftel Penny (1 eranambatry 5 vary dimy venty). Von den kompletten Bogen, die zu fünf Penny verkauft wurden, ist heute nur noch ein einziges Exemplar bekannt. Die Entwertung der Marken erfolgte durch „Federzug“. Der Postdienst wurde 1897 eingestellt.

## Die Post in den französischen Kolonien bis 1895

### Nossi-Bé

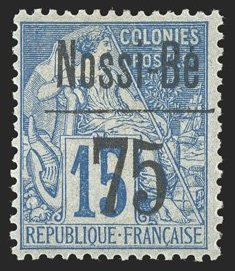
Marke von Nossi-Bé aus dem Jahre 1893, Aufdruck zu 75 Centimes auf einer 15-Centimes-Marke

Die Insel gehörte bereits seit 1841 zum französischen Kolonialreich und war in der Mitte des 19. Jahrhunderts von einer kleinen Gruppe französischer Pflanzer besiedelt, die Zuckerrohr und Gewürze anbauten. In Hell-Ville, der Hauptstadt von Nossi-Bé, wurde 1859 das erste Postamt auf dem heutigen Staatsgebiet von Madagaskar eröffnete. Zur Verwendung kamen zuerst französische Briefmarken, die mit einem Punktrhombenstempel entwertet wurden, der in der Mitte die Buchstaben NSB aufweist. Ab 1864 kamen dort die Marken der allgemeinen Kolonialausgabe mit dem kaiserlichen Adler in Gebrauch. Im Jahre 1889 erhielt Nossi-Bé die ersten eigenen Marken. Es handelt sich um Aufdruckprovisorien der Wertstufen 5, 15 und 25 Centimes auf Marken der allgemeinen Kolonialausgabe. Im Juni 1889 erschien eine zweite Serie, die sich dadurch unterscheidet, dass nicht nur die Wertziffer, sondern zusätzlich zur Wertziffer ein c für Centimes aufgedruckt wurde. Im darauf folgenden Jahr erschien eine weitere Serie mit Wertaufdruck und den Buchstaben NSB für Nossi-Bé. Nachdem 1893 zwei weitere provisorische Ausgaben mit einem horizontalen und einem schrägen Überdruck Nossi-Bé zum Verkauf gekommen waren, erfolgte 1894 die Ausgabe der Allegorie-Ausgabe, in Sammlerkreisen auch als „Handel und Navigation“- oder Mouchon-Ausgabe bekannt. Nossi-Bé wurde 1901 an Madagaskar als Nebengebiet angegliedert und verwendet seither die Ausgaben Madagaskars.

### Diego-Suarez

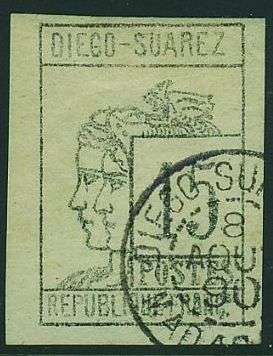
Marke von Diego-Suarez aus dem Jahr 1890

Diego-Suarez wurde als Resultat des ersten Franco-Hova-Krieges an Frankreich abgetreten. Die Hafenstadt am Nordende der Insel Madagaskar wurde zu einem wichtigen Marinestützpunkt ausgebaut und erhielt 1884 das erste Postamt. Bis 1890 wurden die Briefmarken der allgemeinen Kolonialausgabe verwendet, danach kamen zunächst Marken mit lokalen violetten Aufdrucken 15 zur Ausgabe. Noch im gleichen Jahr erschien die erste Serie im Steindruckverfahren, die vier Werte von 1 Centime bis 25 Centimes umfasst und ein Schiff, sowie Köpfe allegorischer Figuren im Profil zeigt. 1892 erschien eine Serie im Muster Handel und Navigation mit der Inschrift DIEGO-SUAREZ ET DEPANDANCES, die auch auf Nossi-Be und Sainte Marie de Madagascar verwendet wurde. Im darauf folgenden Jahr wurde die Inschrift in DIÉGO-SUAREZ geändert und die Postgebiete wieder getrennt. 1898 wurde Diégo-Suarez dem Postgebiet Madagaskar angegliedert.

### Sainte-Marie de Madagascar

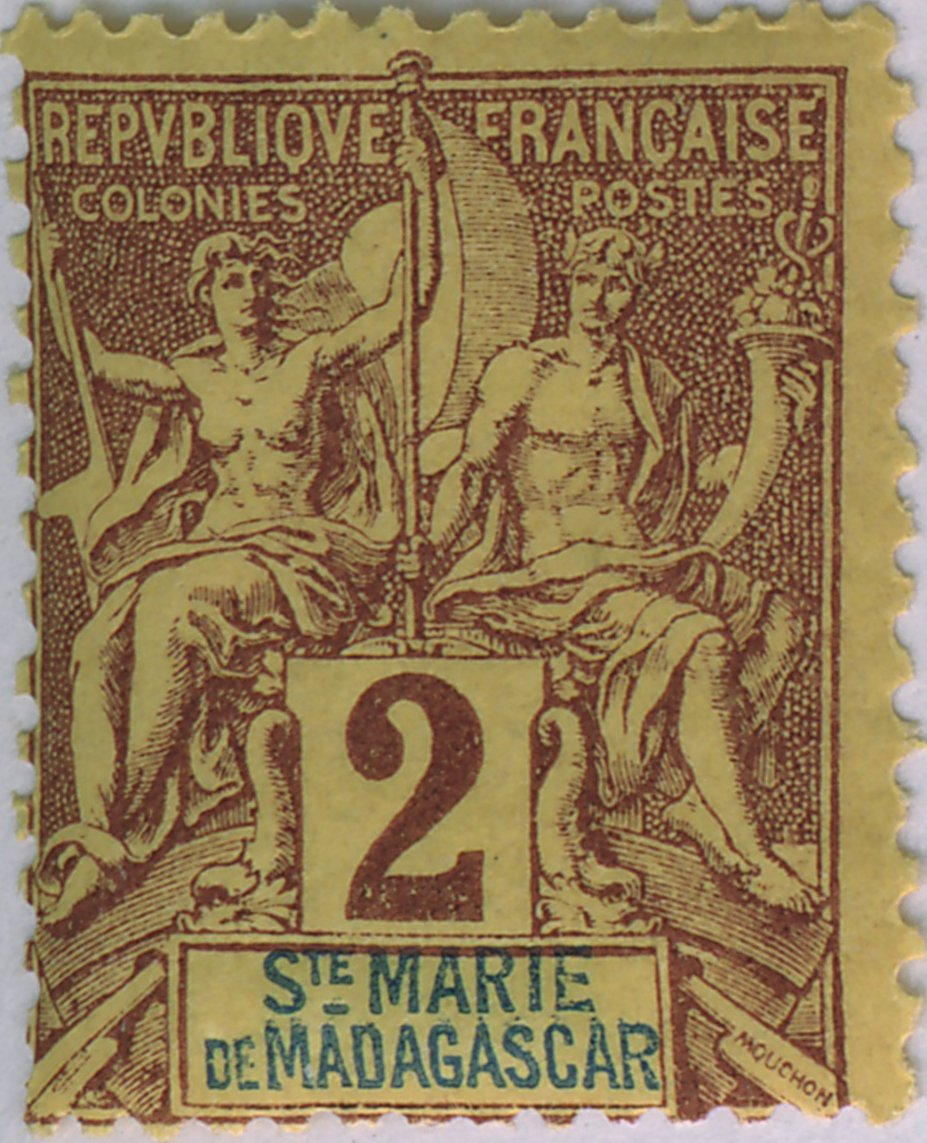
Marke zu 2 Centimes von St. Marie de Madagaskar

Die kleine Insel Sainte Marie de Madagascar war eine der ältesten Besitzungen Frankreichs im heutigen Madagaskar. Die Insel war zeitweilig von Mayotte, Reunion und Diégo-Suarez verwaltet worden. Das erste Postamt öffnete am 18. Oktober 1882 und verwendete zunächst die allgemeine Kolonialausgabe Frankreichs und 1893 die Marken von Diégo-Suarez. Die Insel wurde 1894 zu einer eigenständigen Kolonie mit eigenem Postwesen. Zur Ausgabe kam nur eine Serie von 13 Werten im Muster Handel und Navigation. Bereits 1896 wurde Sainte Marie dem Postgebiet Madagaskar angegliedert.

## Die Eroberung Madagaskars und die Einrichtung des Protektorats

### Die Majunga-Provisorien

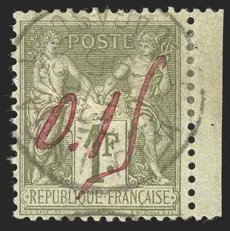
Majunga-Provisorium, 1-Franc-Marke handschriftlich in 0,15 Franc geändert

Anfang 1895 landeten die ersten Abteilungen des französischen Expeditionscorps in Majunga. Das dort bestehende Konsularpostamt wurde vom Zahlmeister der Truppen mit normalen französischen Marken ausgestattet. Am 24. Februar war der komplette Bestand an 15-Centimes-Marken aufgebraucht. Der Wert galt für Militärangehörige und war der reduzierte Portosatz nach Frankreich und in das französische Kolonialreich. Im Laufe des 25. Februar war auch der Bestand an 5-Centimes-Marken (500 Exemplare) aufgebraucht, so dass zusammen mit einer 10-Centimes-Marke die Portostufe zu 15 Centimes nicht mehr verkauft werden konnte. Die Nachfrage war jedoch groß, weil am Folgetag ein Schiff Richtung Frankreich ablegte. In dieser Situation entschloss sich der Leiter des Postamtes, Monsieur Pellenq, Exemplare der Marken zu 25 Centimes und 1 Franc mit 0,15 in roter Tinte (Rot ist in Frankreich die Farbe für amtliche Inschriften, Stempel usw.) zu beschriften. Später brachte jemand drei Paare von einzelnen Stempeln mit den Ziffern 1 und 5 herbei, wodurch der neue Wert in schwarzer Farbe aufgestempelt werden konnte. Auf diese Weise entstanden 100 Marken zu 15 Centimes mit Aufschrift, bzw. Aufdruck auf der olivfarbenen 1-Franc-Marke und 250 Exemplare auf der rosafarbenen 25-Centimes-Marke. Diese Aufdruckprovisorien gehören zu den größten Raritäten der Madagaskar-Philatelie. Auch nach Verkauf dieser Marken war der Bedarf an 15-Centimes-Marken nicht gedeckt, so dass am Abend des 25. Februar noch 152 Exemplare der 25-Centimes-Marke zu 15 Centimes verkauft wurden. Um den Fehlbetrag der Einnahmen aus dem Briefmarkenverkauf seinen Vorgesetzten zu melden, verfasste Pellenq ein Schreiben, das vom Chef des Landungsbataillons, Commandant Bélin, gegengezeichnet wurde, wodurch die Umstände, die zur Entstehung der Provisorien führte, bekannt wurden. Die Marken wurden nicht alle am 25. Februar von den Postkunden verklebt, offenbar legten sich einige Militärangehörige einen kleinen Vorrat an, der in den folgenden Wochen verbraucht wurde. Es sind noch Abstempelungen vom 28. Februar, 7., 12. und 28. März 1895 bekannt.

### Die Ausgaben des Protektorates
Im September 1895 hatten französische Truppen Tananarive erobert und Frankreich errichtete ein Protektorat über die Insel; Königin Ranavalona III. blieb formell Staatsoberhaupt. Der infolge der Kriegshandlungen eingestellte französische Postdienst wurde wieder aufgenommen, die britische Post hingegen eingestellt.
Im März 1896 wurden die Bestände an Marken zu 5 c (Inlandsporto), 15 c (reduziertes Porto nach Frankreich und Kolonien für Militärs) und 25 c (normales Porto nach Frankreich und den Kolonien) knapp. Lokal wurde daraufhin auf wenig gebräuchlichen Wertstufen von 1 c, 2 c, 3 c, 4 c und 40 c Aufdruckprovisorien der meistgebrauchten Werte geschaffen. Die Werte sind in schwarzen Ziffern im Oval sowie der Abkürzung c für Centimes mit einem kleinen Unterstrich geschaffen worden. Die Auflagen liegen zwischen 500 und 1000 Exemplaren pro Wert. Diese Marken blieben bis April 1896 in Gebrauch, als die Straßensituation nach der Regenzeit einen Nachschub an neuen Marken aus den Hafenorten an der Küste ermöglichte.

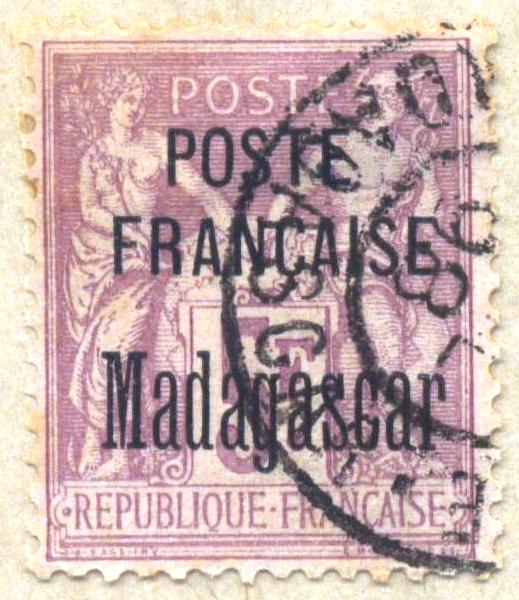
Marke zu 5 Francs aus der Aufdruckserie von 1896

Die neue Serie, ebenfalls ein Provisorium von französischen Marken mit dreizeiligem Aufdruck POSTE FRANÇAISE Madagascar, war bereits im Februar 1896 in Tamatave eingetroffen.

## Madagaskar als französische Kolonie

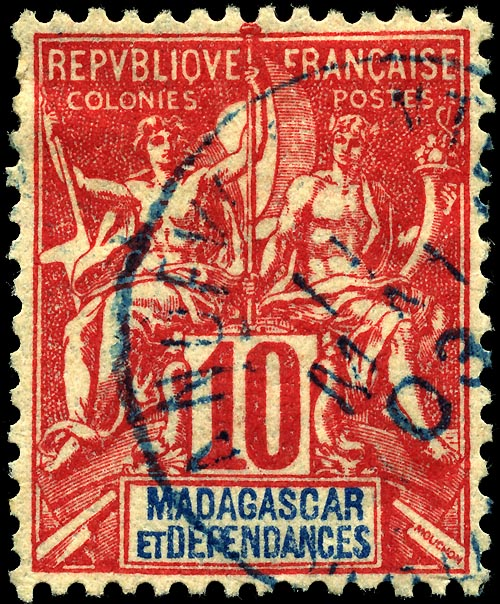
Ausgabe für die Kolonie Madagaskar mit Nebengebieten von 1900

Nach nur einem Jahr wurde das Protektorat in eine Kolonie umgewandelt, angeblich weil die Königin hinter Erhebungen gegen die französische Vorherrschaft stand. Zur Befriedung Madagaskars mussten überall im Lande starke Truppenverbände stationiert werden. Die Garnisonen erhielten kleine Militärpostämter, die den Zahlmeistern unterstellt waren. Als Briefmarken dienten die 1896 in Verkehr gebrachten Marken im Muster Handel und Navigation mit der Inschrift MADAGASCAR ET DEPENDANCES. Die etwa 50 Militärpostämter verwendeten militärische Entwertungsstempel, Formulare, Klebezettel usw., deren Gebrauch beim Übergang auf die zivile Postverwaltung ausgeschlossen war. In den ersten Monaten des Übergangs waren handschriftliche Entwertungen üblich. Um den Übergang auf die zivile Post rascher zu vollziehen, bestellte die Postverwaltung Madagaskars in Frankreich Nummernstempel, die das gängige Zweikreismuster aufwiesen. Im oberen Kreisbogen stand MADAGASCAR und unten eine Nummer zwischen 1 und 99. Nur in Fällen, wo komplette Briefe mit Anschrift erhalten blieben, lässt sich ermitteln, in welchen Orten die Nummernstempel zum Einsatz kamen. Sehr selten sind die 1901/02 verwendeten Buchstabengruppenstempel. Dabei wurden aus nicht oder nicht mehr verwendeten Stempeln die Ortsnamen bis auf zwei Buchstaben entfernt. Diese Stempel gelangten in anderen Postämtern zum Einsatz, bis dort Ortsnamenstempel verfügbar wurden. Bekannt sind die Buchstabengruppen AB (MAHABO, Einsatz unbekannt); RI (MANDRITSARA, verwendet in Postamt des Militärstützpunktes Camp d'Ambre); TS (MAHATSARA, vermutlich verwendet in Ambalavao) und NT (MORONTSANGANA; dieser Stempel stammt aus einem 1891 geschlossenen Postamt und kam in Sakaleona zum Einsatz).

### Die Eingliederung der Nebengebiete und der Komoren
Zwischen 1896 (Sainte Marie) und 1911 (Komoren) wurden die umliegenden Inseln in das Postgebiet Madagaskar eingegliedert.
1903 erhielt die Kolonie ihre erste Briefmarkenserie, die keinen allegorischen Standardentwurf für alle französischen Kolonien zeigte. Die von Benjamin Damman entworfene und bei der Druckerei Wittmann in Frankreich hergestellte Serie von 1 Centime bis 5 Francs zeigt eine Ravenala und ein Zeburind. In der zeitgenössischen philatelistischen Literatur wird die Serie aufgrund der misslungenen Proportionen stark kritisiert und wurde daher nicht wieder aufgelegt.

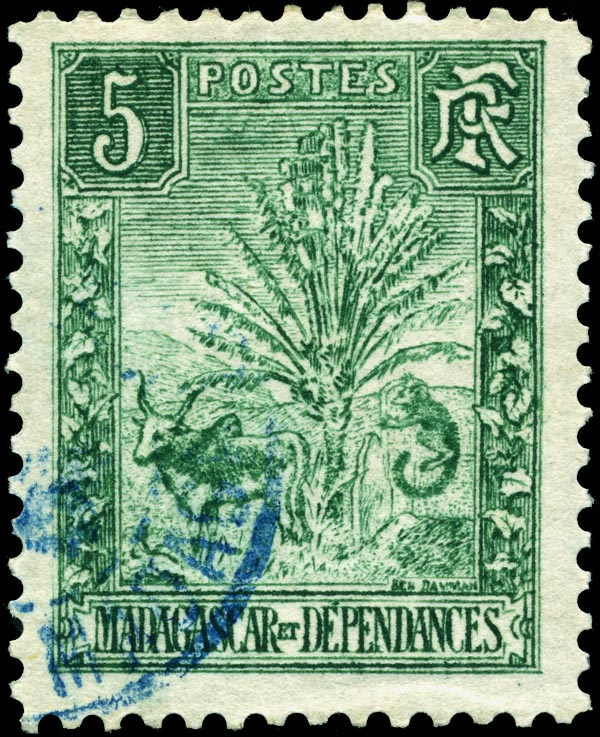
Marke aus der Ravenala-und-Zebu-Serie von 1903

Im März dieses Jahres wurde der erste Postdienst mit dem Automobil in Tananarive eingeführt. Bis 1916 wurden die Postautolinien bis Ambalavao südlich von Fianarantsoa verlängert. Obwohl Anfang 1904 in der Hauptstadt ausreichende Briefmarkenvorräte vorhanden waren, kam es aufgrund von Lieferschwierigkeiten am Ende der Regenzeit zu Markenmangel in den Orten entlang der Ostküste und im Norden der Insel. Man behalf sich durch die Halbierung vorhandener Marken, die dann auf Briefe geklebt und mit einem weiteren Stempel versehen wurde, der die Notmaßnahme durch den Markenmangel erklärte, z. B. Affranchissement exceptionnel (faute de Timbres). Diese Notausgaben sind aus Diégo-Suarez, Vohemar, Mananjary, Antalaha, Ambohibe und Mahela bekannt, wobei Text und Schrifttyp des zusätzlichen Aufdrucks leicht voneinander abweichen. Einige Aufdrucke sind nur in zwei erhaltenen Exemplaren bekannt. Teilweise sind die Auflagenhöhen durch Dokumente belegt, es wurden meist nur wenige Hundert Exemplare hergestellt. Als jedoch im Laufe des Jahres 1904 diese Notausgaben bekannt wurden, stellten die örtlichen Postbediensteten weitere „Notausgaben“ ohne tatsächlichen Bedarf her und verkauften sie zu hohen Preisen an Sammler. Als echte Bedarfsausgaben erkennen Sammler daher nur Stücke an, die auf Briefen mit Ankunftsstempel vorliegen.

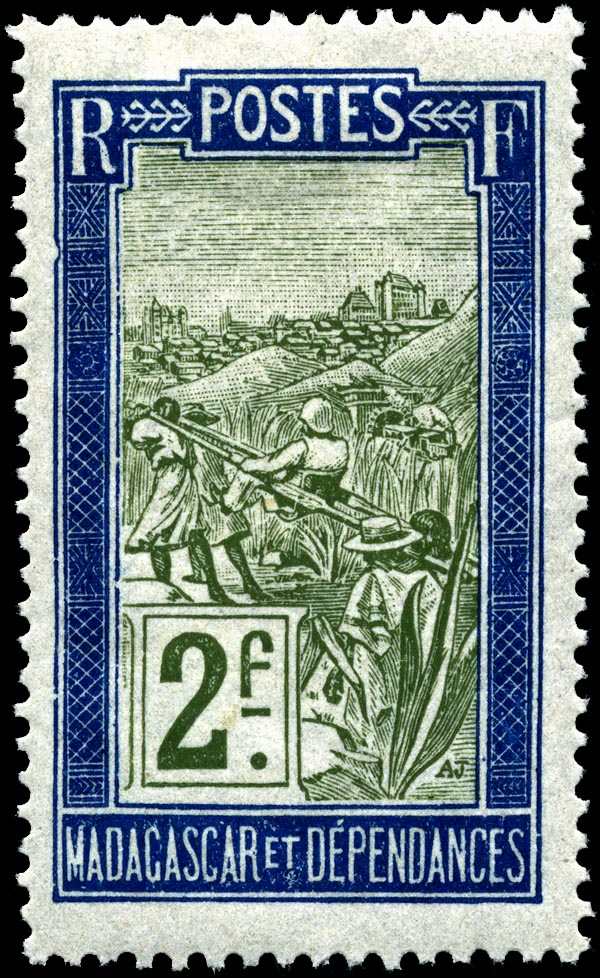
Marke aus der Filanjana-Serie von 1908

Im Jahre 1908 erschien die erste Filanjana-Serie an den Postschaltern. Sie zeigt einen Europäer in Tropenkleidung, der von Eingeborenen in einem Tragesessel, in Malagasy filanjana genannt, durch eine mit Sisalpflanzen bestandene Landschaft getragen wird. Mit dem Erscheinen dieser in mehreren Auflagen gedruckten Serie endete aber nicht die Zeit der Aufdruckprovisorien. Nachdem die Komoren in das Postgebiet Madagaskar eingegliedert worden waren, wurde ein großer Teil der erheblichen Restbestände von Marken der einzelnen Komoreninseln Grande Comore, Moheli, Anjouan und Mayotte 1912 mit Aufdruck der gängigsten Portostufen zu 5 und 10 Centimes auf Madagaskar und den Komoren aufgebraucht. Restbestände von Marken dieser Wertstufen ohne Wertaufdruck wurden ebenfalls wieder an den Postschaltern verkauft.

### Das Briefmarkennotgeld im Ersten Weltkrieg
Nach Ausbruch des Ersten Weltkriegs erlaubte die französische Nationalversammlung den Gouverneuren der Kolonien bei Geldmangel gegebenenfalls Notgeld auszugeben. Madagaskar machte davon ab 1916 Gebrauch, als ein Mangel an Münzgeld auftrat, der durch Hortung der Silbermünzen aus der Vorkriegszeit noch verstärkt wurde. Generalgouverneur Hubert Garbit erließ am 15. September 1916 ein Dekret, das die Ausgabe von Briefmarkengeld regelte. Hierzu wurden die Werte zu 5 c, 10 c, 25 c, 50 c, 1 Fr. und 2 Fr. der Filanjana-Serie auf kleine graue Kartons geklebt, die auf der Rückseite die gleiche Wertangabe in französischer und madagassischer Sprache aufwies und in der Mitte einen Hund zeigte. Im Volksmund erhielt dieses Notgeld daher den Namen vola alika (Hundegeld). Die Wertstufen entsprachen den umlaufenden französischen Münznominalen. Ende 1917 gelangte eine neue Serie mit gleichen Wertstufen in Umlauf, bei denen anstelle eines Hundes ein Zeburind abgebildet war, daher wurde diese Serie als vola omby (Rindergeld) bezeichnet. Auch nach Kriegsende stand nicht sofort ausreichend Münzgeld aus dem Mutterland zur Verfügung, daher wurde noch am 18. Dezember 1919 die als Briefmarkengeld umlaufende Geldmenge auf maximal 2,5 Millionen Francs erweitert. Das Briefmarkengeld blieb bis 1928 offizielles Zahlungsmittel, wurde aber aufgrund der schlechten Haltbarkeit schon ab 1922 durch Münzen weitgehend ersetzt.

### Die Entwicklung bis 1941
Ab 1913 bildeten Eisenbahnlinien, die von Tamatave nach Antananarivo und ab 1936 von Manakara nach Fianarantsoa führten, sowie Linien von der Hauptstadt nach Antsirabe und von Moramanga zum Lac Alaotra die Hauptverbindungen zwischen der Küste und dem Hochland. Auf diesen Strecken wurden seit den 1920er Jahren Bahnwagen mit Postabteilen eingesetzt. Man erkennt die von der Bahnpost abgefertigten Sendungen an Einkreisstempeln nach französischem Vorbild mit zwei Ortsangaben (Start und Endpunkt der Linie) und gewelltem Rand.
1919 wurde eine Paketsteuer von 10 Centimes eingeführt, die bei der Aufgabe von Inlandspaketen, bzw. der Abholung von Auslandspaketen zu entrichten war. Zur Verwendung kamen bis Mitte der 1920er Jahre Stempelmarken mit dem Aufdruck Colis Postaux. Diese Marken sind in französischen Briefmarkenkatalogen aufgenommen, fehlen aber in z. B. deutschen Katalogen. Die Entrichtung der noch heute bestehende Paketsteuer wurde seit den späten 1920er Jahren durch Fiskalmarken quittiert.

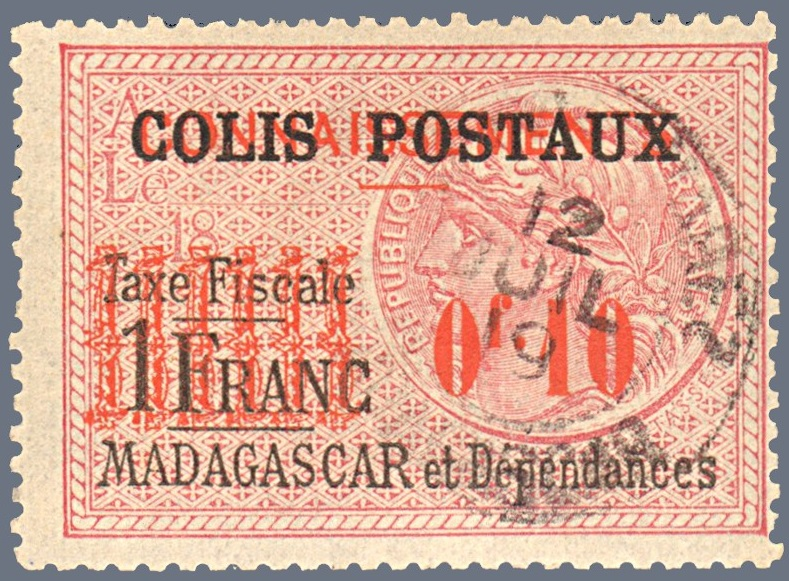
Paket-Steuermarke von 1919

Die erste Luftpost wurde 1927 zwischen Tananarive und Majunga befördert, allerdings handelte es sich um vom Militär bediente Strecken mit eingeschränkter Beförderung ziviler Post. Erst ab 1935 wurde ein ziviles Luftpostnetz im Inland aufgebaut. Die Luftpostverbindung ins Ausland begann 1934 mit der Verbindung Tananarive-Paris, die durch Imperial Airways bedient wurde. Durch viele Zwischenlandungen benötigte die Post auf dieser Strecke elf Tage.

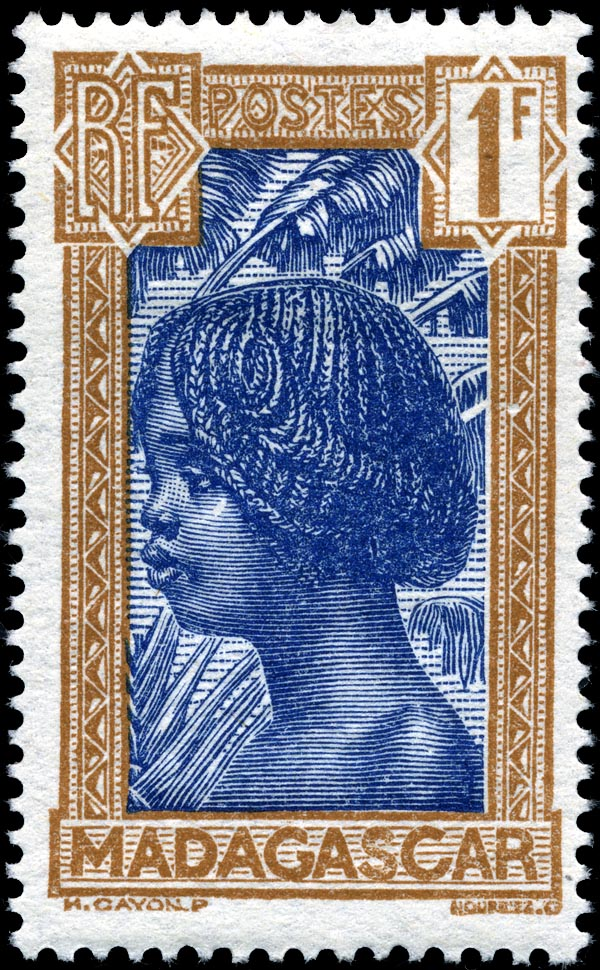
Marke aus der „Typen“-Serie von 1930

1930 wurde die Filanjana-Serie durch neue Entwürfe abgelöst, die sogenannte lokale Typen, d. h. Vertreter bestimmter Volksgruppen zeigt. Diese Marken wurden in Bögen zu 75 Stück gedruckt, die weiter in 3 Schalterbogen zu je 25 Marken zerteilt wurden. Die Verwendung von 25er-Schalterbogen wurde seitdem fast immer beibehalten. 1931 erschienen die ersten Sonderbriefmarken anlässlich der Kolonialausstellung in Paris. Diese Sondermarken hatten ein für alle Kolonien einheitliches Design und unterschieden sich nur durch den Eindruck des Namens der jeweiligen Kolonie. Dieses System wurde auch für die Sondermarken zur Internationalen Ausstellung in Paris 1937, der Gedenkausgabe für Pierre und Marie Curie 1938, der Weltausstellung in New York 1939 und der Ausgabe zum Gedenken an den 150. Jahrestag der französischen Revolution 1939 beibehalten.
1941 und 1942 gab die Vichy-Regierung einige Sonder- und Luftpostmarken heraus, die aber nicht mehr nach Madagaskar gelangten und nur ungebraucht vorkommen. Da sie aber am Postschalter in Paris ans Publikum verkauft wurden, werden sie von den Katalogen als verausgabt gelistet.

### Madagaskar als Teil des „Freien Frankreich“

Marke mit Aufdruck FRANCE LIBRE von 1943

Nach der Kapitulation der französischen Armee 1940 und der Errichtung des Vichy-Regimes in Frankreich, blieb Madagaskar zunächst auf der Seite des von Pétain regierten État français und schloss sich nicht der freifranzösischen Bewegung de Gaulles an. Im Mai 1942 eroberten Commonwealth-Truppen den Hafen von Diégo-Suarez und bis November 1942 war die gesamte Insel unter Kontrolle der Alliierten (siehe Operation Ironclad). Die Commonwealth-Truppen verwendeten im Oktober/November 1942 Briefmarken Kenias, deren Verwendung auf Madagaskar an Stempeln der Armeepostämter 54 und 59 erkennbar ist.
Nach der Kapitulation der Vichy-treuen Truppen wurde Madagaskar von freifranzösischen Gouverneuren regiert. Alle noch auf Lager befindlichen Markenbestände wurden im Januar und Februar 1943 in Tananarive mit dem zweizeiligen Aufdruck FRANCE LIBRE versehen. Ein erheblicher Teil der Auflage sollte in London an Briefmarkenhändler verkauft werden, um so Waffenkäufe für de Gaulle finanzieren zu können. Die Maschine mit den Markenbeständen verunglückte aber in Algier, wobei die Lieferung komplett verbrannte. Dadurch entstanden einige große Raritäten, denn bei einigen Aufdruckwerten war der größere Teil nach London gesandt worden. Dies traf auf den 3-Centimes-Wert zu, aus dessen Auflage von 12.450 Exemplaren 10.000 Stück bei dem Flugzeugunglück zerstört wurden und vor allem auf den Höchstwert zu 20 Francs aus der Serie von 1930, von dessen 8625 Stück nur 625 Exemplare in Madagaskar zurückblieben. Daneben wurde auch ein alter 5-Francs-Wert der Filanjana-Ausgabe mit 20 F. überdruckt, bei dem einmal pro Druckbogen zu 75 Exemplaren der Punkt hinter der Abkürzung F fehlte. Von diesem Fehldruck verblieben nur 345 Exemplare in Madagaskar. Der Fehldruck wurde in Viererblockanordnung (d. h. mit drei normalen Marken zu 20 F.) zum Preis von 300 Francs und der Wert zu 20 Francs aus der Serie von 1930 zu 100 Francs in Tananarive verkauft. Pro Person wurden maximal vier Exemplare abgegeben; der das Porto übersteigende Betrag floss in den Fonds zur Unterstützung der Rüstung für de Gaulles Truppen.
1943 wurde eine neue, von Edmond Dulac entworfene und in London bei Harrison and Sons gedruckte Serie im einheitlichen Design mit einer stilisierten Ravenala-Palme ausgegeben. Diese Serie blieb bis Kriegsende in Gebrauch. Da die Postverwaltung aber nicht absehen konnte, wie lange die Vorräte dieser Serie reichen würden, ordnete sie im Dezember 1944 für die zehn Postämter mit dem höchsten Postaufkommen (Tananarive RP, Tamatave, Majunga, Diégo-Suarez, Fianarantsoa, Tuléar, Fort-Dauphin, Morondava, Antsirabe und Mananjary) Barfrankierung an. Hierzu wurden Stempel entworfen, die in einem Kastenrahmen die Inschrift MADAGASCAR ET DÉPENDANCES, den Namen des Postamtes und Felder für den handschriftlich einzutragenden Portobetrag aufwiesen. Die Barfrankierung war nur für Sendungen im Inland, nach Frankreich und den Kolonien zulässig, Sendungen ins Ausland waren weiterhin mit Briefmarken freizumachen. Die Barfrankierung war bis zum 9. März 1946 in Gebrauch, ab diesem Datum verloren auch alle bis 1945 in Madagaskar ausgegebenen Marken ihre Gültigkeit.

### Vom Ende des Zweiten Weltkriegs bis zur Errichtung derCommunauté Francaise
Nach Kriegsende wurde aus Frankreich eine neue Briefmarkenserie geliefert, die von Jacques Douy schon 1942 entworfen worden war. Das Design zeigt wieder verschiedene ethnische Typen und die Höchstwerte bedeutende französische Offiziere in der Kolonialgeschichte Madagaskars. Die Serie umfasst 19 Werte von 10 Centimes bis 25 Francs. Eine Kuriosität ist der Wert zu 3,60 Francs, eine solche Portostufe existierte nicht und war auch nicht geplant. Der Wert verdankt seine Existenz der Tatsache, dass dadurch die Gesamtnominale 100 Francs beträgt und komplette Sätze zu diesem glatten Betrag an Sammler verkauft werden konnten.
Ab 1946 trat eine Währungsreform in Kraft mit der der Franc Malagasy, der zunächst im Verhältnis 1:1,7, ab 1948 1:2 an den französischen Franc gebunden war. Durch die feste Bindung des Wechselkurses war der Franc Malagasy an die starke Nachkriegsinflation des französischen Franc gekoppelt. Das Porto für einen Inlandsbrief der erste Gewichtsstufe stieg dadurch von 1,50 Franc im Jahre 1945 auf 20 Francs im Jahre 1959.
Im Jahre 1934 einigten sich Frankreich und Australien auf eine Abgrenzung ihrer Interessengebiete in der Antarktis. Frankreich wurde der schmale Sektor des Terre Adélie zugesprochen, der von Madagaskar aus verwaltet wurde und damit zum madagassischen Postgebiet gehörte. Das hatte zunächst keine praktischen Auswirkungen, als aber eine französische Expedition von 1948 bis 1952 das Gebiet erkunden sollte, gab die Post eine Flugpostmarke zu 100 Francs mit dem roten, dreizeiligen Aufdruck TERRE ADÉLIE / DUMONT D’URVILLE / 1840 heraus, die für die Expeditionsmitglieder gedacht war, aber auch am Sammlerschalter in Tananarive verkauft wurde und in Madagaskar gültig war. Die Katalogisierung dieser Marke ist uneinheitlich, in vielen Katalogen wird diese Marke als Vorläufer der Ausgaben für die Terres Australes et Antarctiques Françaises gelistet, der Michel-Katalog führt sie als Ausgabe Madagaskars.
1950 wurde das Postgebiet der Komoren von Madagaskar abgetrennt und 1955 erhielten auch die Terres Australes et Antarctiques Françaises eigene Briefmarken.
Im Jahre 1958 wurde Madagaskar zu einer autonomen Republik in der Communauté française. Die ab diesem Zeitpunkt erschienenen Marken tragen nicht mehr die Inschrift „Madagascar“, sondern „Republique Malgache“.

## Madagaskar seit der Unabhängigkeit

### Die Erste Republik
Die erste Ausgabe der neuen Republik zeigt ein Porträt von Präsident Philibert Tsiranana und wurde am 29. Juli 1960 ausgegeben. Die Ausgabe besteht aus zwei Werten, einer normalen Marke zu 20 Francs und einer Marke, die einen blauen Aufdruck mit einem Zuschlag von 10 Francs zugunsten der Unabhängigkeitsfeiern trägt. Die schlecht geschulten einheimischen Postbeamten, vor allem in den ländlichen Postämtern, verstanden offenbar nicht den Sinn des Aufdrucks, dadurch wurde ein großer Teil der Zuschlagsmarken für nur 20 Francs verkauft, wodurch die beabsichtigten Mehreinnahmen zum Teil entfielen.
Auf der nächsten Ausgabe vom 9. Dezember 1961 war die Landesbezeichnung in „Repoblika Malagasy“ geändert worden.
Neben den normalen, für die Frankierung von Postsendungen vorgesehenen Briefmarken, ließ die Post von jeder Ausgabe 400 (ab 1967: 420) sogenannte Luxusabzüge (Epreuve de luxe), die eine einzelne Marke auf einem kleinen Papierbogen enthält und 38 ungezähnte Bogen (950 Exemplare) ungezähnter Marken herstellen, die am Sammlerschalter der Postämter in großen Städten verkauft wurden. Diese Praxis bestand schon seit den frühen 1930er Jahren für einzelne Ausgaben in verschiedener Auflagenhöhe, wurde aber erst ab 1960 für alle Ausgaben in konstanter Auflagenhöhe ausgeführt.
Am 2. November 1961 wurde Madagaskar Mitglied im Weltpostverein, in dem es zuvor durch Frankreich vertreten worden war.
Am Ende der Ersten Republik hatte Madagaskar 191 Postämter und 266 Postagenturen, letztere wurden von angestellten Geschäftsführern in kleineren Orten betrieben. Darüber hinaus gab es 52 mobile Postämter in Kleinbussen, 5 Bahnpostwagen auf den Routen Tananarive–Tamatave, Tananarive–Lac Alaotra, Tananarive–Antsirabe, Fianarantsoa–Manakara und Tananarive–Alarobia. Auch auf dem Seeweg wurden 25 Verbindungen zwischen Küstenstädten und vorgelagerten Inseln bedient. Auf dem Luftweg bestanden 53 Inlandstrecken, die mindestens einmal pro Woche bedient wurden und weitere 15 Flugverbindungen ins Ausland.
Auf die verschiedenen Beförderungsmittel entfielen 1971 folgende Postmengen:
- Inlandsflüge 380 t
- Auslandsflüge 263 t, davon 205 t Import und 58 t Export
- Schiffspost im Inland 143 t
- Schiffspost Ausland 847 t, davon 803 t Import, 44 t Export
- Eisenbahn 3845 t

### Von der Revolution 1975 bis zum Ende der Herrschaft Ratsirakas
In den Jahren von 1973 bis 1975 durchlief Madagaskar eine politisch instabile Zeit, die mit der Machtübernahme Didier Ratsirakas und der Proklamation der Demokratischen Republik Madagaskar, einem sozialistischen Staatsmodell, endeten. Ab Dezember 1975 trugen die Briefmarken die Inschrift „Repoblika Demokratika Malagasy“ und zwei Wertangaben, in Franc Malagasy und Ariary, bei letzterer wurde der Zahlenwert in madagassischer Sprache ausgeschrieben. Durch die Aufhebung des festen Wechselkurses zwischen Franc Malagasy und französischem Franc verfiel der Wert des Franc Malagasy in den drauf folgenden Jahren und die Portosätze stiegen entsprechend.

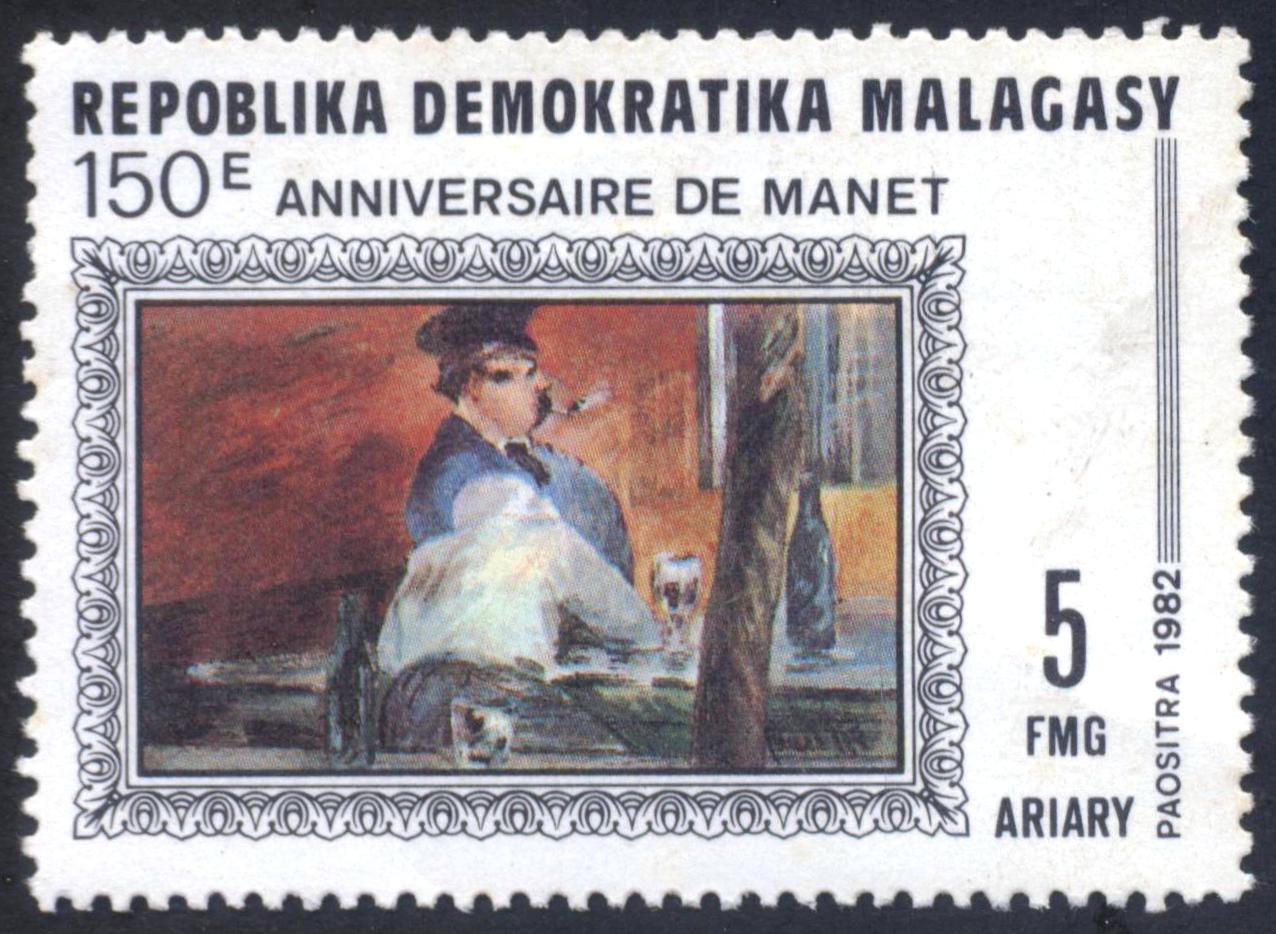
Reproduktion eines Gemäldes von Édouard Manet auf einer Briefmarke von 1982

Die Aussagen der Briefmarkentwürfe wurden deutlich politischer, standen bisher meist die Natur, Bauwerke und technische Errungenschaften auf dem Ausgabeprogramm der Sondermarken, waren es ab 1976 oft politischen Slogans oder die Freundschaft mit sozialistischen Bruderstaaten. Zu Beginn der 1980er Jahre nahm die Ausgabe von Briefmarken, die keinen Bezug zum Lande mehr hatten deutlich zu. Um Devisen zu erwirtschaften, hatte die Regierung ausländische Agenturen mit der Herstellung von Briefmarken beauftragt, die die Marken auch im Ausland vermarkteten. In den 1990er Jahren erreichte diese Entwicklung ihren Höhepunkt mit grellbunten Ausgaben zu Ehren verstorbener Hollywoodstars (1995), Kleinbogen und Blocks zum Gedenken an Prinzessin Diana oder einer Serie und zwei Blocks zum Gedenken an den Untergang der Titanic (1998).
1992 war der Landesname erneut geändert worden und erscheint ab 1993 als Repoblikan’i Madagasikara auf den Briefmarken.

### Aktuelle Entwicklung
Mit dem Ende der Ratsiraka-Herrschaft 2001/02 kehrte die Post zu einem konservativen, nur auf Landesereignisse bezogenen Ausgabeprogramm zurück. Die politischen Unruhen 2000/01 führten zu einem weiteren Verfall der Währung und das Porto für Inlandsbriefe der ersten Gewichtsstufe stieg auf 1500 Francs bzw. 300 Ariary. Zum 1. August 2003 löste der Ariary den Franc Malagasy als Währung ab und die 2005 bei der Beijing Stamp Printing Factory gedruckte Ausgabe zur 30-jährigen medizinischen Kooperation zwischen Madagaskar und der Volksrepublik China wies erstmals eine Wertangabe allein in Ariary auf.